# 杰克逊地球科学院
德克萨斯大学奥斯汀分校的杰克逊地球科学院（英語：Jackson School of Geosciences）联合了地质科学系的两个科研单位：地球物理研究所和经济地质局。 
杰克逊地球科学院的历史可以追溯到1888年地质系的成立，最终于2005年该学院终于成为大学的一个独立学院。已故的约翰·A和凯瑟琳·G·杰克逊捐赠了2.72亿美金而成立了该学院. 该学院截止2015年12月31日共收到捐款442.3万美金
莎朗·莫舍博士是杰克逊地球科学院院长。